# Thymelaea sempervirens
Thymelaea sempervirens är en tibastväxtart som beskrevs av Svante Samuel Murbeck. Thymelaea sempervirens ingår i släktet sparvörter, och familjen tibastväxter. Inga underarter finns listade i Catalogue of Life.